# Orneta
Orneta (in tedesco Wormditt, denominazione ufficiale fino al 1945) è un comune urbano-rurale polacco del distretto di Lidzbark Warmiński, nel voivodato della Varmia-Masuria.
Ricopre una superficie di 244,13 km² e nel 2004 contava 12 793 abitanti.